# Carl Glissmeyer (Goldschmied)
Carl Glissmeyer (auch: Carl Glißmeyer; * 30. April 1831; † nach 1866) war ein deutscher Goldschmied.

## Leben
Carl Glissmeyer ist für den Zeitraum von 1845 bis 1866 in der Residenzstadt des Königreichs Hannover nachweisbar. In Hannover durchlief er eine Lehre bei Ernst Heinrich August Baumgarte, dem Goldschmiedeamtsmeister der Stadt und späteren Goldarbeiter. Während seiner Wanderschaft besuchte Glissmeyer als Geselle die Städte Kassel, Kopenhagen, Genf, Stuttgart und Wien und wanderte auch nach Italien.
1860 schuf Glissmeyer sein Meisterstück, zu dem unter anderem eine goldene, ziselierte und emaillierte Tabatière gehörte. Das Werk wurde jedoch nicht in Hannover, sondern in Braunschweig anerkannt. 1861 folgte die Ernennung zum Meister.

## Archivalien
Archivalien von und über Carl Glissmeyer finden sich beispielsweise
- als Entwurfszeichnung seiner als Meisterstück gefertigten Tabatière im Stadtarchiv Hannover.[1]